# Jardín botánico Pillahuincó
El Jardín Botánico Pillahuincó es un jardín botánico que se encuentra en el Parque Provincial Ernesto Tornquist en la Sierra de la Ventana. Está administrado por el "Departamento de Biología Bioquímica y Farmacia" de la Universidad Nacional del Sur, de, Bahía Blanca.
Es uno de los últimos relictos donde se conservan los pastizales naturales de la Pampa de Buenos Aires, que albergan poblaciones de especies de la fauna silvestre muy escasas en el resto de la región, tal como guanaco, puma y gato montés. 
Presenta programas de conservación para la Agenda Internacional para la Conservación en los Jardines Botánicos. 
El código de identificación del Jardín Botánico Pillahuincó como miembro del "Botanic Gardens Conservation International" (BGCI), así como las siglas de su herbario es PILLA.

## Localización
El Jardín Botánico Pillahuincó se encuentran en el Parque Provincial Ernesto Tornquist, partido de Tornquist, San Juan 670, B8000 Bahía Blanca, provincia de Buenos Aires, Argentina.
Planos y vistas satelitales: 38°3′53.76″S 61°58′19.74″O / -38.0649333, -61.9721500

## Historia
El Jardín Botánico Pillahuancó tiene su inicio en el año 2002,comenzando con la construcción del aula-laboratorio y con la recolección de semillas, bulbos y esquejes de plantas propias de las sierras, continuando hasta nuestros días con el apoyo del BGCI.

## Colecciones
Sus colecciones están constituidas por las plantas nativas de los pastizales de Bahía Blanca, con 37 especies endémicas, siendo de destacar:
- Achyrocline satureoides Weinm. & DC. , la denominada popularmente como “marcelahembra”, con propiedades digestivas (se prepara un té con las ramas en flor)
- Aloysia gratissima (Gill. & Hook) Tronc. , el “cedrón del monte”
- Baccharis crispa Spreng., la “carqueja”, con propiedades que favorecen la función hepática
- Discaria americana Gill. & Hook , la “brusquilla”, cuyas raíces tienen propiedades tintóreas
- Eryngium sp., la “falsa carda”
- Lepechinia floribunda (Benth.) Epling , “menta blanca”, con propiedades medicinales en diversas enfermedades
- Cortaderia selloana (Schult. & Schult.f.) Asch. & Graebn., “cortadera”
- Paspalum quadrifarium Lam., “paja colorada”
- Acmella decumbens (Sm.) R.K.Jansen, “ñil-ñil”, con propiedades analgésicas
- Grindelia ventanensis Adr.Bartoli & Tortosa
- Mimosa rocae Lor. & Niederl.
- Caesalpinia gilliesii (Wall. ex Hook.) Benth., arbusto llamado “barba de chivo”
- Plantago bismarckii Niederl., “llantén plateado”
- Las gramíneas Poa iridifolia Hauman y Festuca ventanicola Speg.

En el Jardín también se cultiva una especie que se encuentra en severo riesgo de extinción, Senecio leucopeplus Cabrera, de la que solamente se conoce un ejemplar creciendo en la naturaleza. 
Área de Cultivo, actividad Educativa con alumnos de EGB. 

## Actividades
Actualmente se desarrollan tareas tendentes a recuperar aquellas zonas afectadas por el avance de especies invasoras en la zona (pinos, retamas, o acacias), siendo una de las mayores dificultades en concienciar a la población de la zona o en general, debido a la escasa valoración pública de los ambientes de pastizal. Se observa que las personas asocian el avance de los árboles como una situación positiva desde el punto de vista paisajístico y ambiental, y la escasa valoración pública de la flora nativa y el desconocimiento sobre el origen exótico de los árboles que pueblan las sierras.
Se busca potenciar a las plantas autóctonas como posibles plantas ornamentales (ensayos de germinación y cultivo por esquejes, división de matas y semillas), junto con el desarrollo de listas alternativas para reemplazar especies invasoras por nativas o exóticas menos agresivas para usos forestales y ornamentales
El jardín botánico de Pillahuincó cumple una función de conservación, preservando las especies amenazadas y en peligro de extinción. 
Desempeña una función didáctica, siendo un centro de aprendizaje, que brinda a las escuelas un aula viva donde aprender sobre el medio ambiente, las plantas y su cultivo. 
Representa también un lugar de ocio para toda la comunidad donde se brinda una educación sobre la Naturaleza y modo de respetarla, mediante las visitas guiadas. 